# Возвращение в Эдем (телесериал)
«Возвращение в Эдем» (англ. Return to Eden) — телесериал, продолжение мини-сериала «Возвращение в Эдем» 1983 года. Снят на студии McElroy & McElroy. Мировая премьера состоялась 10 февраля 1986 года.
В России телесериал показывался на «1-м канале Останкино» с декабря 1992 по февраль 1993 года.

## Сюжет
С последних событий прошло 7 лет. Стефани счастлива в браке с Дэном Маршаллом. Она преуспела и в бизнесе. Выросли её дети — дочь Сара и сын Деннис, Сара собирается замуж, Деннис помогает матери в управлении компанией «Харпер Майнинг». Процветает и модельное агентство, куда когда-то Стефани пришла под видом Тары Уэллс, начав новую жизнь. Но одно за другим начинают происходить неприятные события. Из тюрьмы, отсидев за соучастие в покушении на убийство, выходит Джилли Стюарт, бывшая подруга Стефани, затаив на Стефани тайную злобу и желая отомстить. Стефани узнаёт, что её отец оставил завещание, в котором признал Джилли своей внебрачной дочерью и выделил ей значительную часть состояния. Некий Джейк Сандерс (брат по матери погибшего Грега Марсдена, бывшего мужа Стефани) пытается завладеть «Харпер Майнинг», чтобы разорить Стефани, отомстив тем самым за смерть брата. А тут ещё Билл МакМастер, управляющий компанией, признается хозяйке, что его сын Том, за которого собирается замуж дочь Стефани, Сара, на самом деле им с женой не кровный ребёнок — они усыновили того самого мальчика, которого родила юная Стефани, ещё не состоя в браке, и которого её отец приказал отправить в приют…

## Актёрский состав
- Ребекка Гиллинг / Rebecca Gilling — Стефани Харпер
- Джеймс Смайли / James Smillie — доктор Дэн Маршалл
- Пета Топпано / Peta Toppano — Джилли Стюарт, сестра Стефани
- Дэниел Эбинери / Daniel Abineri — Джейк Сандерс, брат Грега Марсдена
- Питер Казенс / Peter Cousens — Деннис Харпер, сын Стефани
- Миган Уильямс / Megan Williams — Кэсси Джонс
- Никки Полл / Nicki Paull — Сара Харпер, дочь Стефани
- Уоррен Блонделл / Warren Blondell — Том МакМастер
- Анджело Д`Анджело / Angelo D’Angelo — Анджело Витале
- Питер Гуинн / Peter Gwynne — Билл МакМастер
- Род Андерсон / Rod Anderson — Антон Паркер
- Энн Бриск / Ann Brisk — Хилари
- Саския Пост / Saskia Post — Джессика Стюарт
- Сюзэнн Ройланс / Suzanne Roylance — Олив Даун
- Робин Рамсей / Robin Ramsay — шейх Амаль
- Кейт Абердайн / Keith Aberdein — Джон Райан
- Wendy Playfair / Wendy Playfair — Рена МакМастер
- Бэрри Дейвис / Barry Davies — Робертс
- Джон Ли / John Lee — Филипп Стюарт
- Джон Лей / John Ley — Тони Тейлор
- Тамасин Рамсей / Tamasin Ramsay — принцесса Талифа

и др.